# Felisa Verdejo

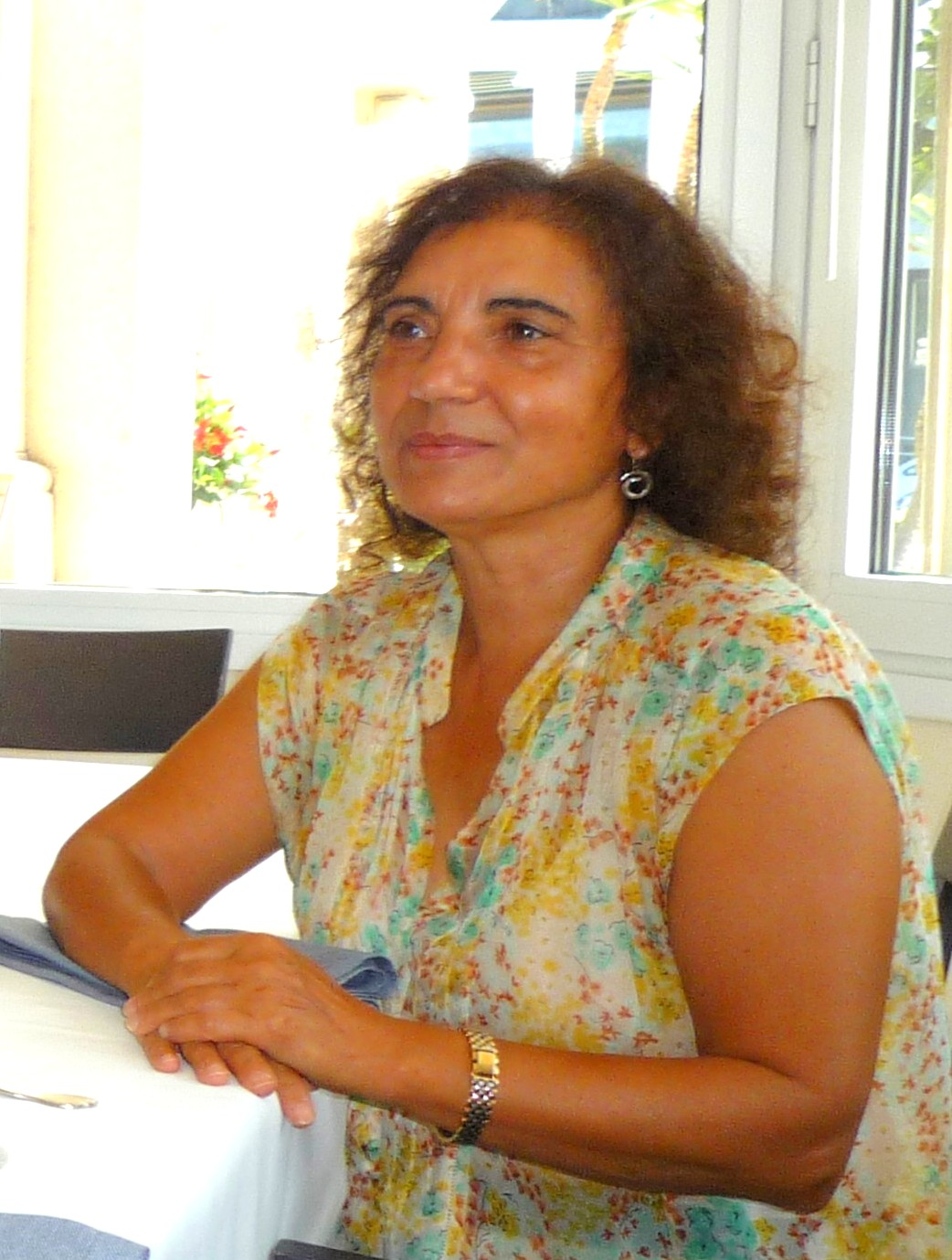
Felisa Verdejo, 2009

Maria Felisa Verdejo Maillo (* 16. Februar 1950 in Salamanca, Spanien) ist eine spanische Informatikerin und Hochschullehrerin. Sie ist emeritierte Professorin für Computersysteme und Sprachen der Universität Complutense Madrid. Sie gehört in Spanien zu den Pionieren in der automatischen Sprachverarbeitung und der künstlichen Intelligenz.

## Leben und Werk

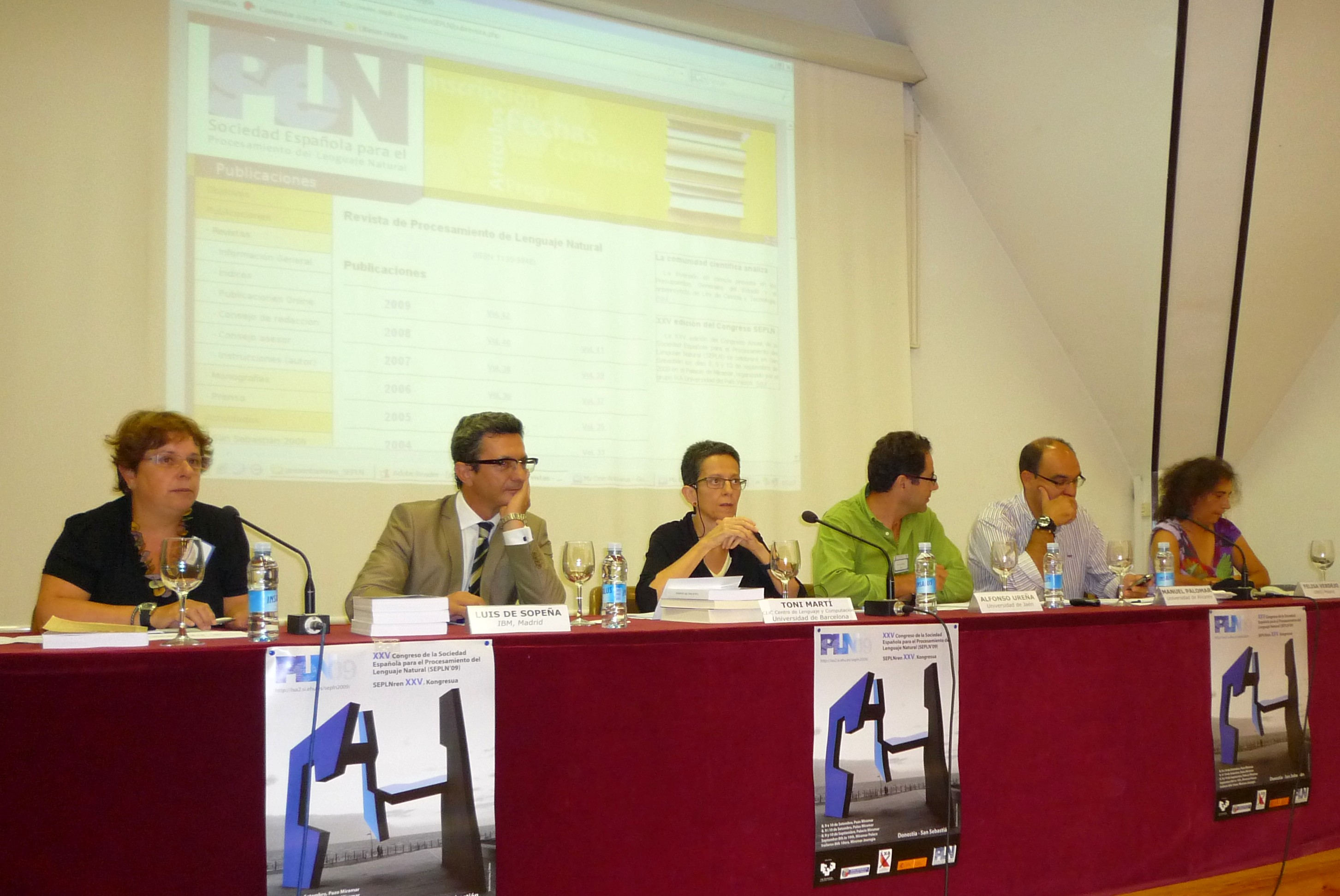
Präsidentinnen und Präsidenten des SEPLN-Vereins im Jahr 2009

Verdejo studierte Informatik und promovierte 1976 in Informatik an der Universität Pierre und Marie Curie in Paris in Frankreich und promovierte 1981 in Naturwissenschaften an der Universität Complutense Madrid in Spanien.
Sie hat an mehreren Universitäten Forschungsgruppen in den Bereichen Verarbeitung natürlicher Sprache, künstliche Intelligenz und Fernunterricht gegründet und gefördert. Von 1978 bis 1981 forschte sie an der Universität Complutense Madrid. Anschließend war sie bis 1985 als Dozentin an der Fakultät für Informatik in San Sebastián an der Universität des Baskenlandes im Bereich Sprachverarbeitung tätig, die später zur Keimzelle der IXA-Gruppe wurde. Danach forschte sie bis 1991 an der Universitat Politècnica de Catalunya in Barcelona, wo sie 1986 zur Professorin ernannt wurde. Sie wurde 1991 Professorin für Informatik an der Universidad Nacional de Educación a Distancia (UNED) in Madrid. Von 2011 bis 2012 war sie als Gastwissenschaftlerin am Information Sciences Institute (ISI) der University of Southern California in Los Angeles tätig.
Ihre Hauptforschungsinteressen liegen in den Bereichen Verarbeitung natürlicher Sprache und interaktive Systeme zur Unterstützung des menschlichen Lernens. Sie war an nationalen und internationalen Forschungs- und Entwicklungsprojekten im Zusammenhang mit DELTA, Esprit, Socrates und Telemat beteiligt. Sie war als Expertin bei mehreren Veranstaltungen tätig, die von der Europäischen Gemeinschaft sowie der spanischen Forschungsagentur organisiert wurden. Sie leitete ein Arbeitsteam, das sich auf Sprachtechnologien spezialisierte, die es Computern durch Sprache oder Text ermöglichen, sich so zu programmieren, als würden sie menschliche Sprache verstehen.
Sie war 1983 Gründerin und von 1984 bis 1990 Präsidentin der wissenschaftlichen Gesellschaft SEPLN (Spanische Gesellschaft für Natural Language Processing), Gründerin und Vizepräsidentin von AEPIA (Spanische Vereinigung für künstliche Intelligenz) und Mitgründerin von Iberamia (Iberoamerikanische Künstliche Intelligenz). Von 2009 bis 2012 war sie Vizepräsidentin der COSCE (Konföderation der wissenschaftlichen Gesellschaften Spaniens). Sie ist seit 2004 Vorstandsmitglied von SIG CSCL und von SIG AI & ED. Sie arbeitete mit Forschern der Universitäten Cambridge, Amsterdam, Duisburg, Berlin und Osaka zusammen. Zu ihren Doktoranden gehört die Informatikerin Arantza Díaz de Ilarraza Sanchez.

## Auszeichnungen und Ehrungen (Auswahl)
- 2002: EurAi Fellow[2]
- 2014: José García Santesmases Nationaler Informatikpreis[3]
- 2015: Ehrendoktorwürde der Universität Alicante[4]

## Veröffentlichungen (Auswahl)
- mit Stefano A. Cerri: Collaborative Dialogue Technologies in Distance Learning.Springer, 1994, ISBN 978-3-540-58249-6.
- mit Crescendo Bravo, Miguel A. Redondo, Manuel Ortega: A framework for process-solution analysis in collaborative learning environments. In International Journal of Human-Computer Studies, 20 (11), S. 812–832, 2008.
- mit Javier Rodríguez-Vidal, Jorge Carrillo-de-Albornoz, Enrique Amigó, Laura Plaza, Julio Gonzalo: Automatic generation of entity-oriented summaries for reputation management. Journal of Ambient Intelligence and Humanized Computing volume 11, S. 1577–1591, 2020.